# Tupolev Tu-22
Tupolev Tu-22 (kód NATO „Blinder“) byl první nadzvukový bombardér, který v SSSR vstoupil do výroby. Vznikl v konstrukční kanceláři Tupolev a do služby v sovětské armádě se dostal v 60. letech. 
Letoun byl zklamáním, postrádal očekávanou rychlost i dolet. Byl obtížný na pilotáž i údržbu. Vznikl v relativně malých počtech, zejména ve srovnání s předchozím letounem Tupolev Tu-16, který měl nahradit. Později byl během své služby používán jako platforma pro sovětské protilodní střely Ch-22 a jako průzkumný letoun.
Tu-22 se dostaly do služby i v jiných státech včetně Libye a Iráku. Tu-22 byl také jeden z mála sovětských bombardérů použitý v boji; libyjské Tu-22 byly použity proti Tanzanii a Čadu, irácké Tu-22 se dočkaly použití během války s Íránem.

## Vývoj

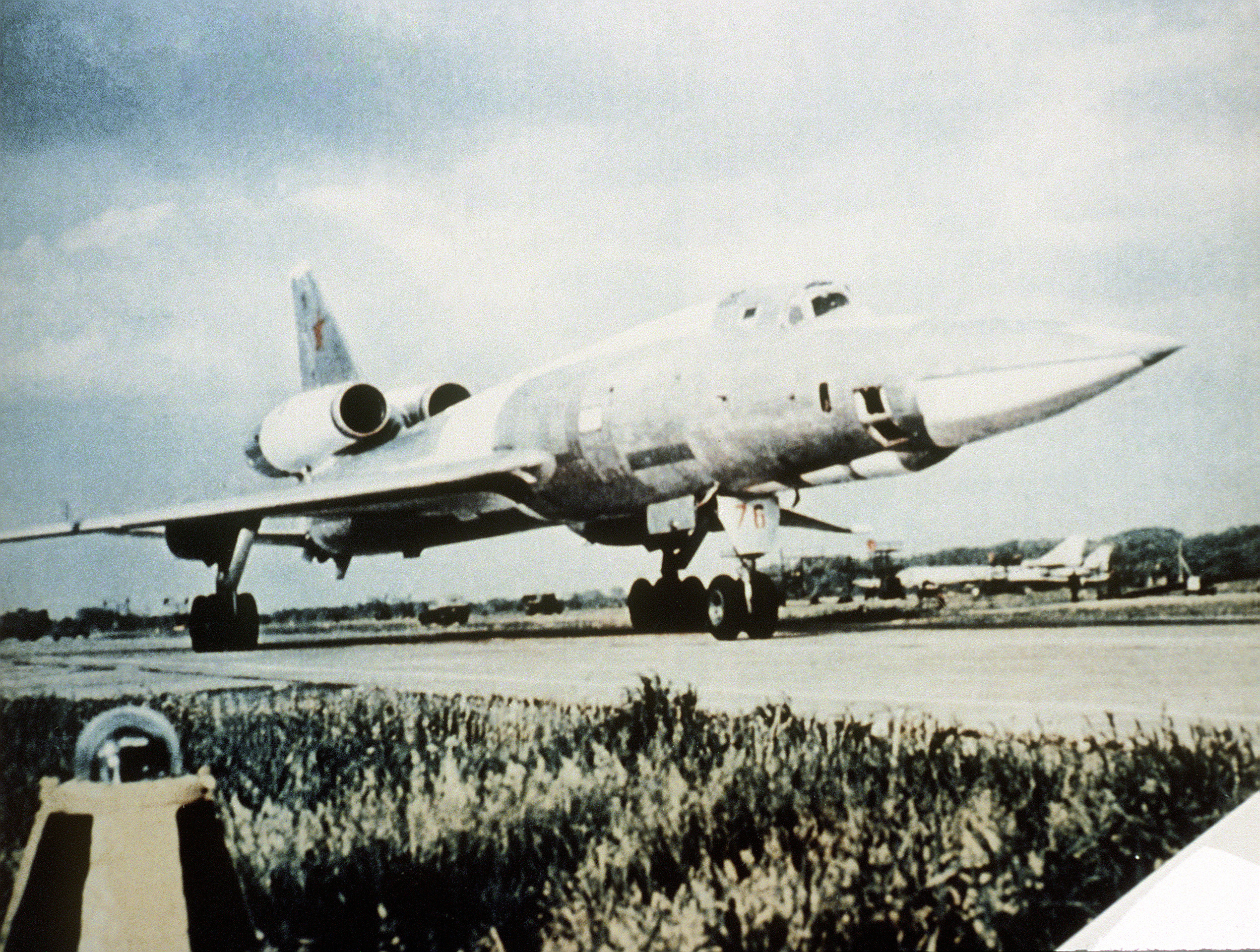
Odstavený Tu-22

Letoun vznikl dle požadavku na stroj, který měl být náhradou za Tupolev Tu-16. Původně se začalo pracovat na dvou projektech, ovšem nakonec byl vyvíjen pouze projekt „105“. První prototyp 105 byl vyroben již v srpnu 1957. Poprvé vzlétl 21. června 1958, pilotoval ho zkušební pilot Jurij Alašejev. Počáteční lety rychle ukázaly, že konstrukce neměla očekávanou rychlost ani dolet. Přibližně v této době v CAGI nezávisle objevili pravidlo ploch pro minimalizaci transsonického aerodynamického odporu a tento návrh byl aplikován na prototyp 105. Klíčovým problémem bylo, že kořen křídla byl příliš tlustý na to, aby mohl správně tento efekt využít a dále jej ztenčili. Stroj dostal i nový podvozek a došlo také k několika dalším změnám v uspořádání kabiny a ocasních ploch.
Výsledkem všech těchto změn byl prototyp „105A“, který vzlétl 7. září 1959. V této době byla vydána sériová výroba 20 exemplářů, ještě před dokončením testování. První sériový bombardér Tu-22B, postavený v továrně č. 22 v Kazani, vzlétl 22. září 1960. Při jednom ze zkušebních letů došlo ke katastrofě, kdy se stroj zřítil a zahynuli dva členové osádky. První tři sériové letouny byly dokončeny v létě roku 1960, přičemž zkoušky dále pokračovaly. Ukázalo se že stroj je za letu nestabilní. Došlo k další havárii, ovšem i přesto bylo rozhodnuto o výrobě 12 bombardérů Tu-22 a 30 průzkumných letadel Tu-22R. Veřejnosti byl představen na přehlídce na letišti v Tušinu 9. července 1961 s průletem 10 letadel.
Letové zkoušky dále pokračovaly až do září 1962, kdy byl stroj oficiálně zaveden do výzbroje, a to i přesto, že nedosahoval požadovaných parametrů. Nakonec bylo vyrobeno pouhých 15 kusů letounů Tu-22 (Blinder-A), které byly používány k přípravě prvních osádek. Bylo však pokračováno v produkci průzkumných letounů Tu-22R, kterých bylo vyrobeno 127 kusů. Dále byla vyrobena cvičná varianta Tu-22U, přičemž první stroj vznikl přestavbou z varianty Tu-22R. Též bylo vyprodukováno 47 letounů ve variantě Tu-22P, což byly letouny-rušiče. Od roku 1961 začaly probíhat zkoušky dalšího typu pod označením Tu-22K, resp. komplexu K-22, který zahrnoval letoun-nosič Tu-22K, raketu Ch-22 a radiolokátor PN. Tu-22K měl napadat důležité cíle v hloubce území protivníka a americké letadlové lodě. Letouny se v počtu 76 kusů sériově vyráběly od roku 1965 do roku 1969. Počátkem 70. let vzlétly nové stroje Tupolev Tu-22M, což však byla prakticky jiná letadla.

## Služba
Tu-22 nebyl oblíbeným strojem pro piloty ani osádku. Letouny trpěly poruchami a vysokou pádovou rychlostí. Náročná byla i údržba stroje. Do roku 1975 bylo při různých nehodách odepsáno 70 letounů, tedy víc než pětina vyrobených kusů. Kromě SSSR stroje užívala i Libye, která je několikrát v boji použila a Irák, kde se zúčastnily války s Íránem, nicméně všechny přeživší stroje byly zničeny během války v Zálivu.

### SSSR

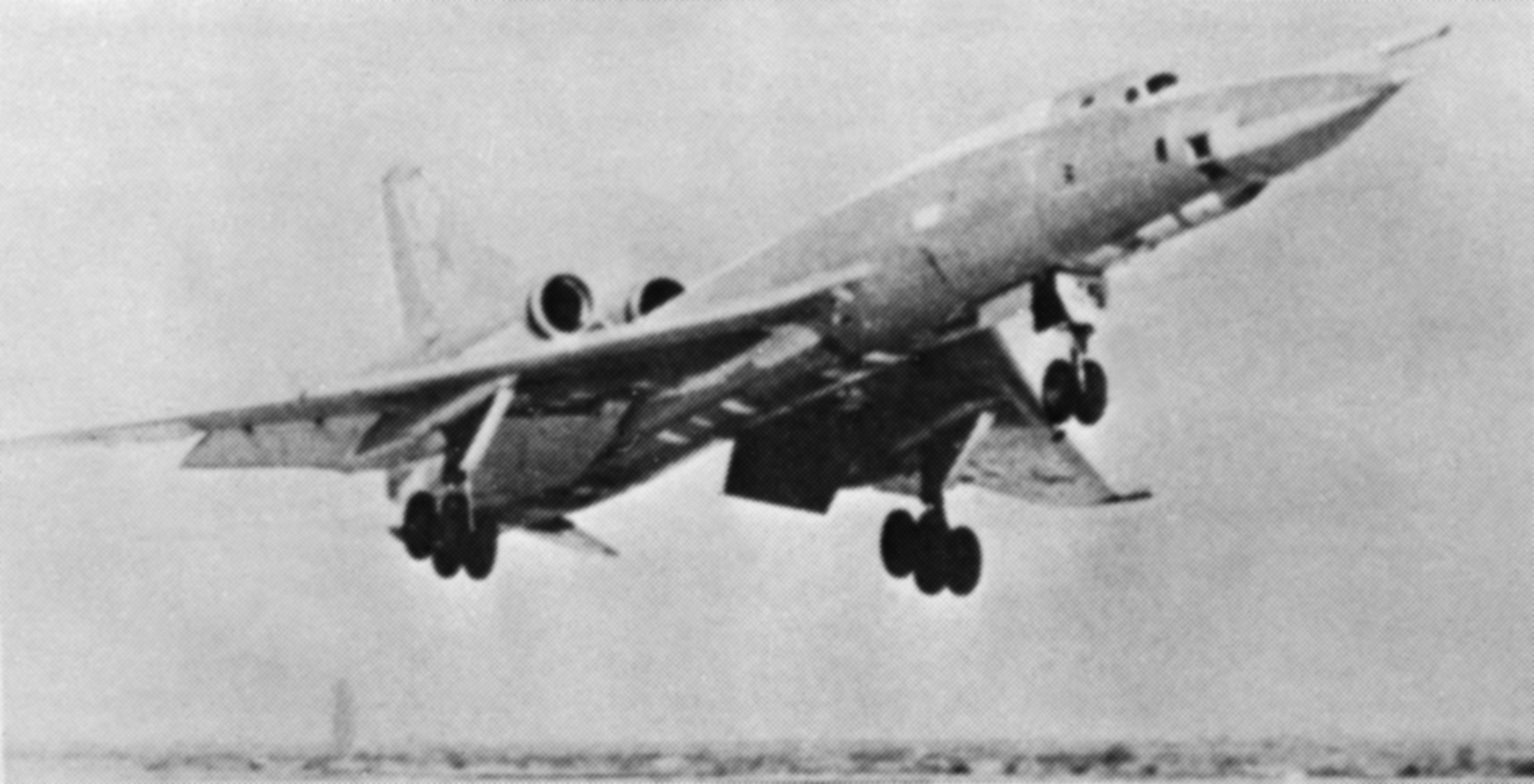
Přistávající Tu-22

V sovětském letectvu se bojů zúčastnily jen roku 1988 v Afghánistánu, v době odchodu sovětských jednotek. Elektronické rušičky Tu-22P Blinder-E dostaly za úkol pokrýt ústupovou cestu zpět do Sovětského svazu. Letouny Tu-22PD rušící radary kryly bombardéry Tu-22M3 Backfire-C operující z letiště Mary-2 v Turkmenské SSR na misích v Afghánistánu poblíž pákistánských hranic. Chránily úderný letoun proti aktivitě pákistánských F-16 a potlačovaly radarové systémy, které mohly pomoci pákistánským F-16 k útoku na sovětské bombardéry v pohraniční oblasti. Posádky Tu-22PD byly také pověřeny fotoprůzkumnými misemi, které měly kromě svých primárních úkolů elektronického boje hodnotit poškození pumou.
Během rozpadu SSSR bylo ve službě cca 154 ks, ale všechny již byly během 90. let postupně vyřazeny. Během různých havárií bylo ztraceno asi 70 letounů. Tu-22 byl postupně ze sovětských služeb vyřazován ve prospěch pokročilejších Tu-22M. V době rozpadu Sovětského svazu zůstávalo ve službě 154 letounů, v součastosti se předpokládá, že jsou již všechny vyřazeny.

### Irák

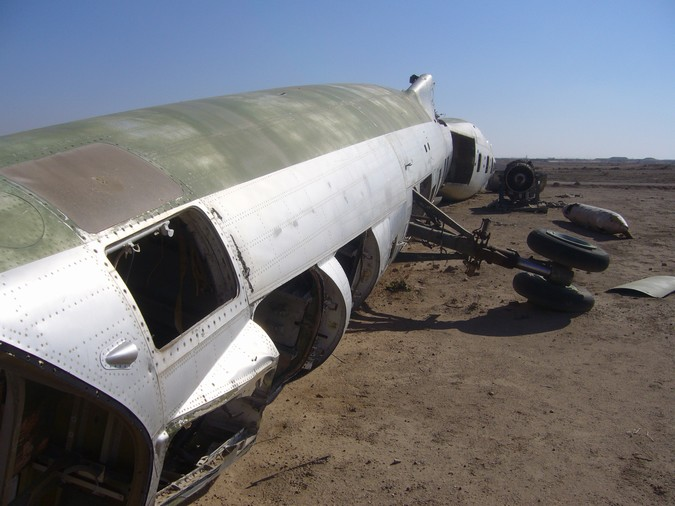
Vyřazený irácký Tu-22

Irák nasadil Tu-22 v íránsko-irácké válce v letech 1980 až 1988. Ofenzivní operace začaly první den války, kdy Tu-22 na letecké základně H-3 zasáhly íránské skladiště paliva na mezinárodním letišti Mehrabád v Teheránu, což ve spojení s dalšími iráckými útoky mělo za následek nedostatek leteckého paliva pro Íránce v raném období války. Jinak byly tyto rané útoky relativně neúčinné a mnoho náletů bylo zrušeno kvůli íránské protivzdušné obraně a operace byly narušeny těžkými íránskými leteckými údery proti iráckým letištím. Írán tvrdil, že během října 1980 byly sestřeleny tři Tu-22, jeden 6. října nad Teheránem a dva 29. října, jeden poblíž Nadžafabadu střelou AIM-54 Phoenix odpálenou stíhačkou F-14 a jeden nad Qomem.
Dále Irák nasadil své Tu-22 během Války měst (spolu s Tu-16, Su-22 a MiGy-25), náletům proti Teheránu, Isfahánu a Šírázu, přičemž tyto útoky byly doplněny iráckými střelami Scud a Al Hussein. Írán oplatil iráckým městům vlastními Scudy. Irácké letectvo bylo obzvláště nadšenými uživateli obří 9 000 kg (20 000 lb) univerzální pumy FAB-9000, kterou zkušení piloti Tu-22 mohli nasadit s působivou přesností za použití nadzvukových bombardovacích technik na vzdálenosti a umožňujících letadlům uniknout odvetné protiletadlové palbě. Použití FAB-9000 bylo tak silné, že Iráčanům došly dovezené sovětské zásoby a uchýlili se k výrobě vlastní verze nazvané Nassir-9.
Irácké Tu-22 byly také nasazeny v posledních fázích „tankerové války“. 19. března 1988 provedly čtyři Tu-22 společně se šesti Mirage F1 nálet proti íránským ropným tankerům poblíž ostrova Charg. Tu-22 potopily jeden supertanker a zapálily další, zatímco střely Exocet z Miragí poškodily další tanker. Druhý útok na ostrov Charg později toho dne tak úspěšný nebyl, narazil na varovanou íránskou obranu, přičemž byly sestřeleny dva Tu-22. Jednalo se o poslední operace prováděné iráckými Tu-22 během íránsko-irácké války. Irák během války ztratil sedm Tu-22, několik dalších bylo vážně poškozeno a zbývající irácké Tu-22 byly zničeny americkými leteckými útoky během války v Zálivu v roce 1991.

### Libye

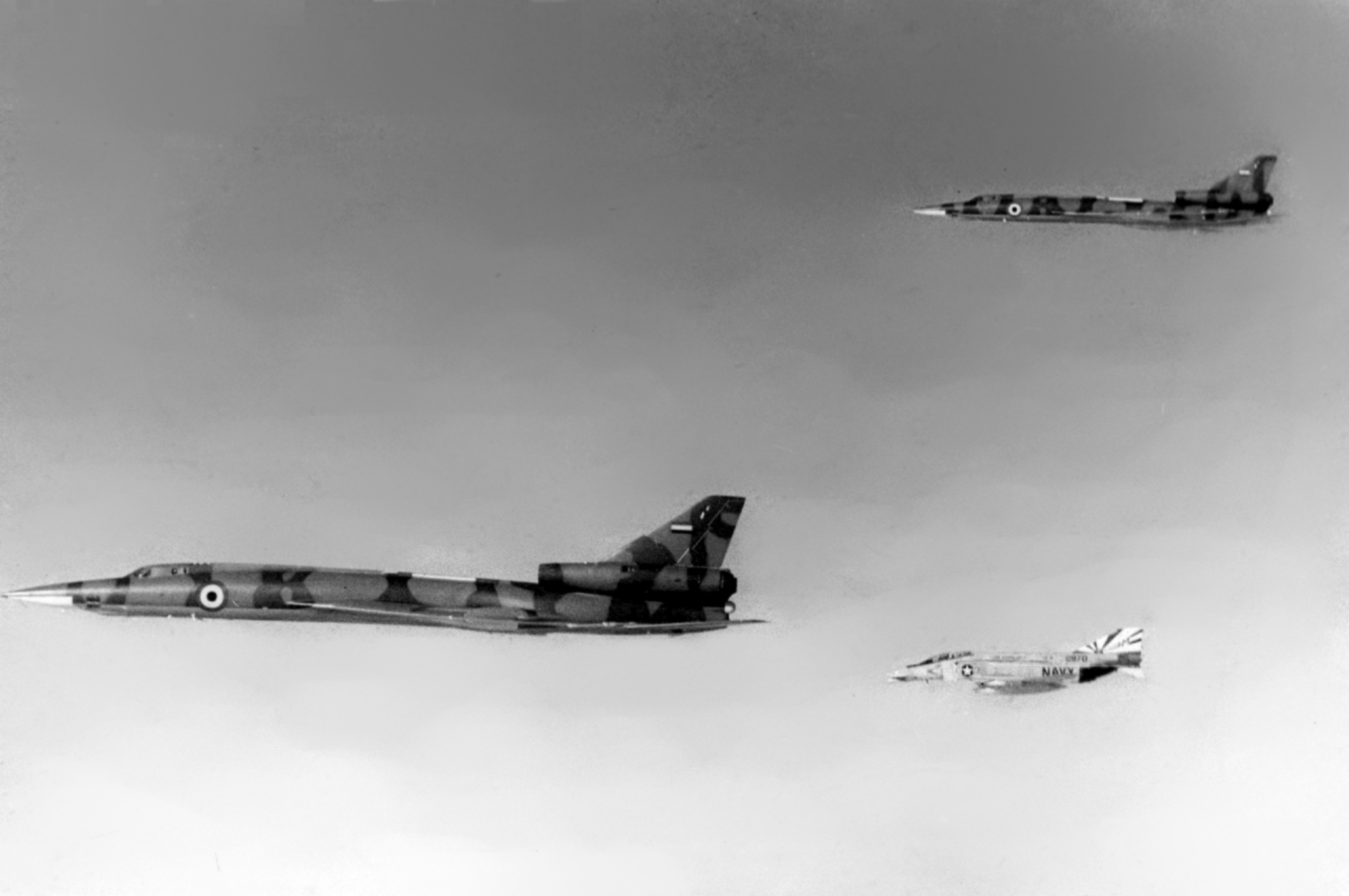
Dvojice Tu-22 během přeletu do Libye s nevyžádaným eskortním F-4N Phantom II, duben 1977

Libyjské letectvo použilo Tu-22 v boji proti Tanzanii v roce 1979 jako součást ugandsko-tanzanské války na pomoc svým ugandským spojencům, přičemž jediný Tu-22 letěl 29. března 1979 na zcela neúspěšnou bombardovací misi proti městu Mwanza. 
Libyjská letadla byla také použita proti Čadu jako součást čadsko-libyjského konfliktu s nálety na západní Súdán a Čad. Libyjské Tu-22 podnikly svou první misi nad Čadem 9. října 1980 proti silám Hissène Habrého poblíž čadského hlavního města N'Djamena. Občasné bombardovací nálety malého počtu Tu-22 proti cílům v Čadu a Súdánu, včetně náletu na Omdurman v září 1981, který zabil tři civilisty a zranil 20 dalších, pokračovaly až do uzavření příměří v listopadu 1981.
Boje byly znovu zahájeny v červenci 1983, přičemž libyjské letectvo nasadilo Tu-22 při útocích proti silám loajálních Habrému, dokud nebylo vyhlášeno další příměří. Libyjské síly zahájily novou ofenzívu na začátku roku 1986. 17. února 1986, v odvetě za francouzskou operaci Épervier (která zasáhla ranvej libyjské letecké základny Ouadi Doum o den dříve), jediný Tu-22B zaútočil na letiště v N'Djameně. Zůstal pod francouzským radarovým pokrytím tím, že letěl nízko nad pouští na více než 1 100 km (700 mil), zrychlil na více než 1 Mach, vystoupal do 5 000 m (16 500 stop) a shodil tři těžké pumy. Přes značnou rychlost a výšku byl útok extrémně přesný; dvě pumy zasáhly ranvej, jedna zdemolovala pojezdovou dráhu a letiště zůstalo v důsledku toho několik hodin uzavřeno. Bombardér se na zpáteční cestě dostal do technických problémů. Americké průzkumné letouny včasného varování se základnou v Súdánu monitorovaly nouzová volání vysílaná pilotem Tu-22, který pravděpodobně havaroval před dosažením své základny v Aouzou (možná zasažen protiletadlovými děly, která střílela na letišti N'Djamena). Dne 19. února se další libyjský Tu-22 pokusil znovu bombardovat N'Djamenu. Libyjské zdroje tvrdily, že tento pokus byl zmařen poté, co byl Tu-22 detekován, když se blížil k N'Djameně, a dvě Mirage F1 ho měly zachytit. Francouzští důstojníci přítomní v Čadu si však nevzpomínají na žádný kontakt s libyjskými letadly toho dne. Jeden bombardér byl sestřelen ukořistěnými střelami země-vzduch 2K12 Kub (SA-6) během bombardovacího útoku na opuštěnou libyjskou základnu v Aouzou dne 8. srpna 1987. Jedna zpráva očitého svědka naznačuje, že se pilot katapultoval, ale jeho padák byl spatřen v plamenech.
Další Blinder byl ztracen ráno 7. září 1987, když dva Tu-22B provedly úder proti N'Djameně. Francouzská baterie MIM-23 Hawk 402. pluku protivzdušné obrany sestřelila jeden z bombardérů a zabila tak východoněmeckou posádku. Tento nálet byl posledním zapojením Tupolev Tu-22 do čadsko-libyjského konfliktu.
Poslední let libyjského Blinderu byl zaznamenán 7. září 1992. V současnosti jsou už nejspíš neprovozuschopné kvůli nedostatku náhradních dílů, ačkoliv sedm bylo viděno na letecké základně Al Jufra 29° s. š., 11° v. d.. Údajně byly nahrazeny stroji Su-24.

## Varianty
Celkem bylo vyrobeno 311 Tu-22 všech variant, poslední v roce 1969. Konkrétně: 15 v bombardovací verzi (B), asi 127 v průzkumné verzi (R, RD, RK, RDK a RDM), 47 ve verzi ELINT (P a PD), 76 nosičů raket (K, KD, KP a KPD) a 46 ve cvičné verzi (U a UD).

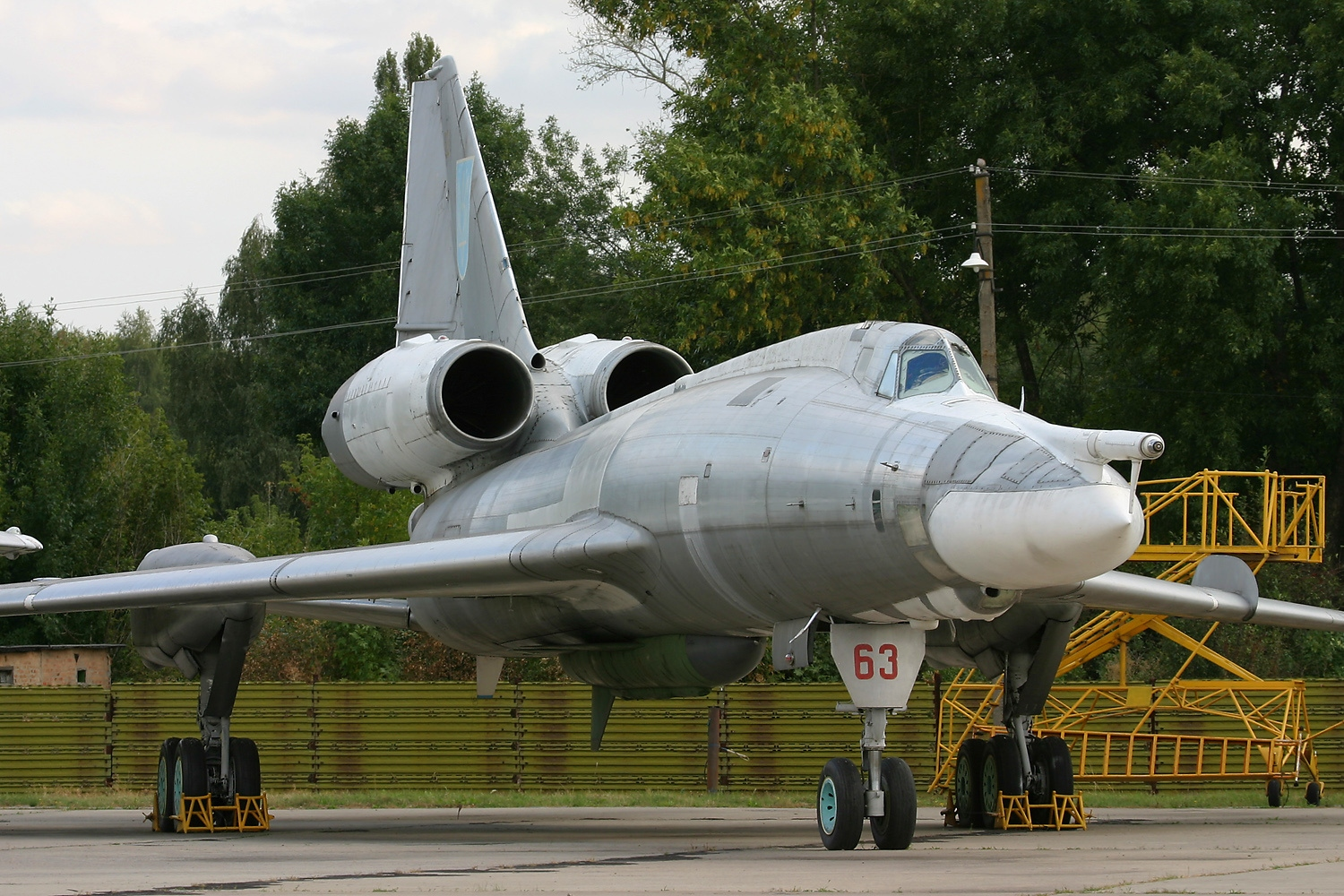
Tu-22KD se střelou Ch-22 v Poltavském muzeu dálkového a strategického letectví

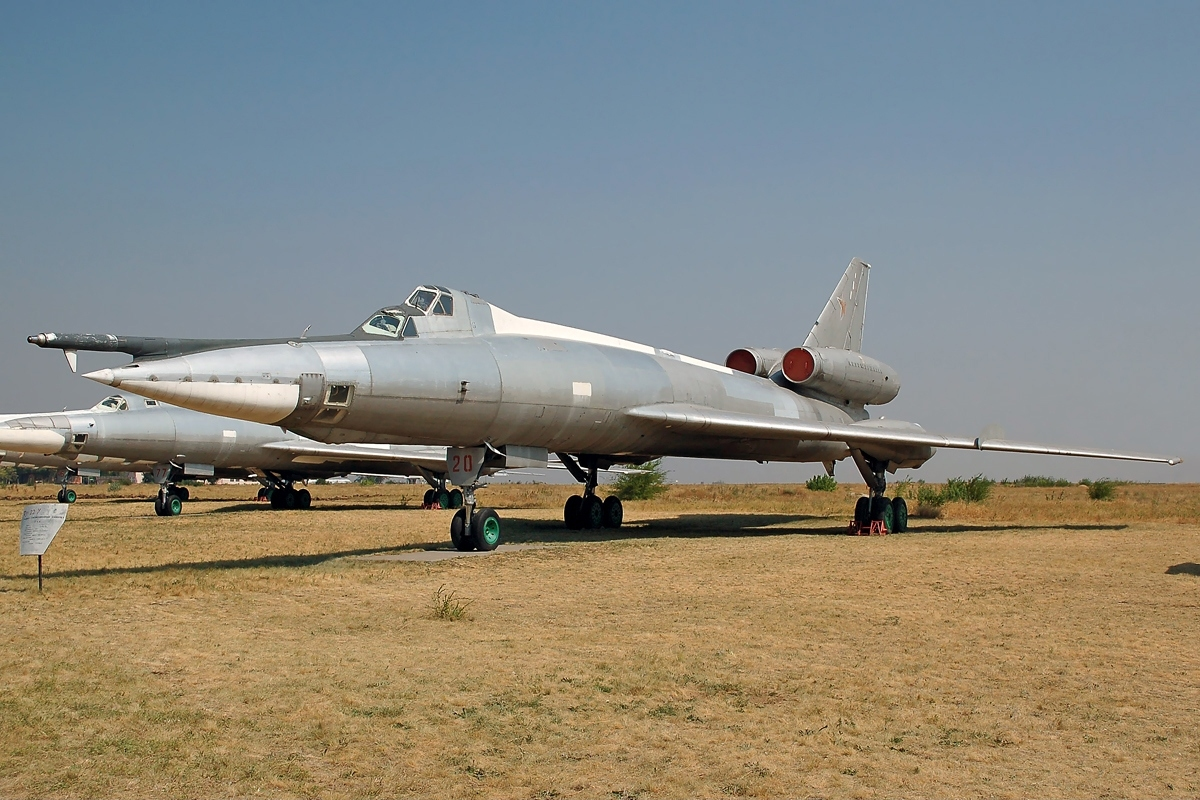
Cvičný Tu-22U

Tu-22B (Blinder-A)Původní varianta bombardéru pro volně padající pumy – vyrobeno pouze 15 kusů, nakonec se používal převážně k výcvikovým nebo testovacím účelům.
Tu-22MTupolev Tu-22M byl zřetelný design s měnitelnou geometrií křídel spíše než varianta Tu-22; označeno z velké části z politických důvodů.
Tu-22R (Blinder-C)Průzkumný letoun se zachovanou bombardovací schopností
Tu-22RDVerze Tu-22R s tankovacím zařízením
Tu-22RKPrůzkumný letoun se zachovanou bombardovací schopností a během 70. let vybavený systémy Kub ELINT
Tu-22RDKVerze Tu-22RK s tankovacím zařízením
Tu-22RDMVylepšená průzkumná verze, přestavěná z předchozích letadel RD na počátku 80. let s přístroji v odnímatelném kontejneru
Tu-22P (Blinder-E)Verze pro elektronický boj
Tu-22PDVerze Tu-22P s tankovacím zařízením
Tu-22K (Blinder-B)Verze raketového nosiče vyráběná od roku 1965, vybavená k odpalování střel Raduga Ch-22 (AS-4 Kitchen)
Tu-22KDVerze Tu-22K s tankovacím zařízením
Tu-22KPVerze pro elektronický boj / bombardér, zavedená kolem roku 1968, nesoucí protiradiační střelu Ch-22P
Tu-22KPDVerze Tu-22KP s tankovacím zařízením.
Tu-22U (Blinder-D)Cvičná verze
Tu-22UDVerze Tu-22U s tankovacím zařízením

## Uživatelé
Libye
- Libyjské letectvo – vyřazeny pro nedostatek náhradních dílů kolem roku 2000.

 Irák
- Irácké letectvo – obdrželo 12 letadel. Všechny zničeny nebo sešrotovány během Irácko-íránské války a války v Zálivu.

 Rusko
- Vojenské vzdušné síly Ruské federace – vyřazeny, 10 v rezervě.
- Ruské námořní letectvo – vyřazeny v 90. letech.

 Ukrajina
- 1 Tu-22KD v muzeu[7]
- Ukrajinské letectvo – vyřazen
- Ukrajinské námořní letectvo – vyřazen

 SSSR
Všechny sovětské Tu-22 přešly na nástupnické země: Rusko a Ukrajinu.
- Sovětské letectvo
- Sovětské námořní letectvo

## Specifikace (Tu-22R)

### Technické údaje
- Posádka: 3 (pilot, navigátor, obsluha zbraní)
- Rozpětí: 23,17 m
- Délka: 41,6 m
- Výška: 10,13 m
- Nosná plocha: 162 m²
- Hmotnost prázdného letounu: 43 600 kg
- Vzletová hmotnost: 85 000 kg
- Max. vzletová hmotnost: 92 000 kg
- Pohonná jednotka: 2× proudový motor Dobrynin RD-7M-2
  - Suchý tah: 107,9 kN každý
  - Tah s forsáží: 161,9 kN každý

### Výkony
- Maximální rychlost: 1 510 km/h
- Maximální dostup: 13 300 m
- Dolet: 4 900 km
- Délka vzletu: 2 700 m
- Dojezd po dosednutí: 1 900 m
- Plošné zatížení: 525 kg/m²
- Poměr tah/hmotnost: 0,38

### Výzbroj
- Kanony: 1× 23mm kanon Richtěr R-23 v zadním střelišti
- Pumy: 9 000 kg nebo
- Střely: 1× Ch-22 (AS-4 Kitchen)